# Hôtel Nassauer Hof
 (juin 2023).
Si vous disposez d'ouvrages ou d'articles de référence ou si vous connaissez des sites web de qualité traitant du thème abordé ici, merci de compléter l'article en donnant les références utiles à sa vérifiabilité et en les liant à la section « Notes et références ».
L'Hôtel Nassauer Hof est un hôtel 5 étoiles sur l'avenue Wilhelmstraße, dans le centre-ville de Wiesbaden en Allemagne.